# بوتيفيجاري
بوتيفيجاري، (بالإنجليزية: Putifigari)‏، (سردينيا: Potuvigari) هي بلدية، في مقاطعة ساساري في المنطقة الإيطالية سردينيا، وتقع على بعد حوالي 160 كم (99 ميل) شمال غرب كالياري وحوالي 20 كم (12 ميل) جنوب غرب ساساري.

## السكان
في سنة 1861 بلغ عدد السكان 499 نسمة، وتطور العدد ليصل في سنة 2011 لـ 757 نسمة.
يظهر هذا المخطط البياني تطور النمو السكاني لـ بوتيفيجاري